# Acqua potabile

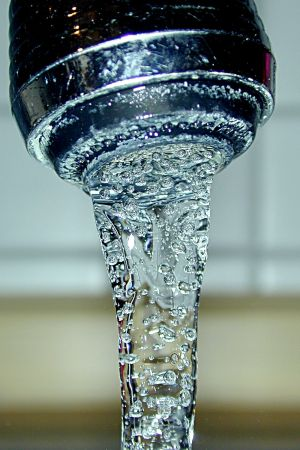
Acqua potabile che sgorga dal rubinetto casalingo

L'acqua potabile è una risorsa naturale primaria destinata al consumo umano.
I processi di potabilizzazione dell'acqua sono studiati per fornire acqua idonea all'uso alimentare eventualmente purificandola, migliorarne le proprietà igieniche. Classici esempi sono l'eventuale aggiunta di cloro come disinfettante, oppure ancora il calcio che viene, a volte, introdotto per alzare il pH dell’acqua e salvaguardare l'integrità dei tubi in materiali metallici dalla corrosione.

## Normativa
Il D.Lgs. 31/2001, e successive modificazioni e integrazioni è il riferimento normativo italiano che, recependo la Direttiva Europea 98/83/CE, disciplina il campo delle acque potabili e definisce anche i parametri analitici ai quali un'acqua deve sottostare per potere essere definita potabile.
La stessa normativa definisce le acque destinate al consumo umano nei seguenti modi:
Nel 2009, il Decreto Ronchi ha stabilito la privatizzazione dei gestori dei servizi essenziali di pubblica utilità, tra i quali le acque. La legge non ha modificato la proprietà del bene pubblico, degli impianti idrici e la natura pubblica dell'organismo di controllo.

## Salute
Template:Notizie contraddittorie
Secondo un'analisi condotta dall'Organizzazione Mondiale della Sanità con dati aggiornati al 1992, il cloro contenuto all'interno dell'acqua potabile in seguito al processo di disinfezione non pone rischi accertati per la salute umana, sebbene nel lungo periodo appaia essere associato ad un aumento del rischio di cancro alla vescica.
Secondo un documento dell'Agenzia Internazionale per la Ricerca sul Cancro aggiornato al 1994 non esistono, a tale data, sufficienti prove scientifiche che consentano di dire che i sottoprodotti della clorazione presenti nell'acqua potabile siano cancerogeni.

## Principali elementi disciolti in acqua

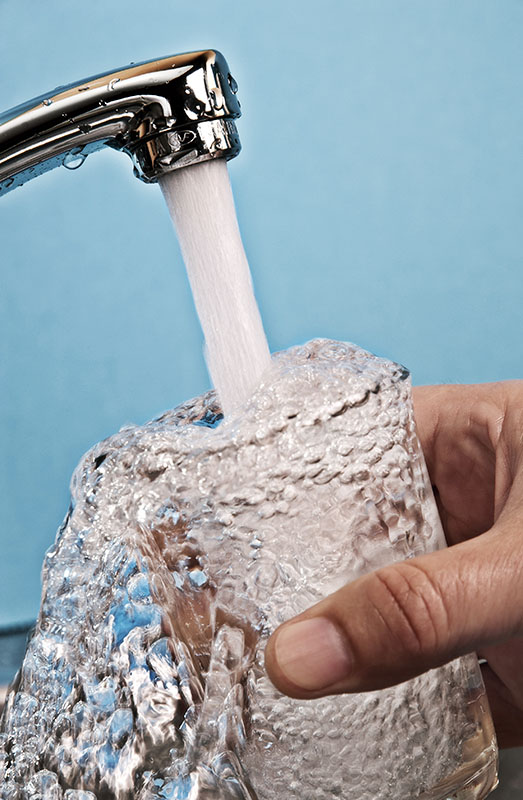
Fornitura di acqua potabile

Gli elementi chimici che possiamo trovare nell'acqua dolce si suddividono in macroelementi e in microelementi. Entrambi sono indispensabili per i processi metabolici dell'organismo umano e perciò risulta necessario il loro apporto con cibi o bevande. Nel caso dell'acqua, questi elementi sono presenti sotto forma di sali, ioni e in misura minore come composti organici.
Gli elementi più rappresentativi sono:
- Calcio (Ca): è presente nel nostro organismo come fosfati e carbonati. La quasi totalità è distribuita nello scheletro con la funzione di formazione del tessuto osseo, mentre il rimanente è distribuito nel plasma, nei muscoli e nel tessuto nervoso con le funzioni di coagulazione del sangue e dell'eccitabilità muscolare ed eccitabilità nervosa. Le acque potabili e le acque minerali sono ricche di calcio in forma biodisponibile e contribuiscono al nostro fabbisogno giornaliero (1÷1,4 g per gli adolescenti, 0,8 g per gli adulti ed 1 g per gli anziani). La carenza di questo elemento porta a crisi tetaniche, osteoporosi e rachitismo, mentre l'eccesso porta alla calcificazione patologica degli organi (i più colpiti sono i reni) e a disturbi renali, disturbo nervosi e disturbo cardiaci. Elementi che possono impedirne l'assorbimento sono l'acido fitico (presente in alcuni cereali), il pH dell'intestino basso e l'elevato rapporto Ca/P, mentre la vitamina D ne favorisce l'assorbimento. È da tenere conto che la maggior parte viene espulso tramite il sudore e le feci.
- Magnesio (Mg): è presente nelle ossa, nei tessuti molli e nei liquidi organici. Serve per la trasmissione neuro-muscolare ed il metabolismo glucidico. Le acque minerali contribuiscono al nostro fabbisogno giornaliero (300÷350 mg) di questo elemento, mentre quelle potabili ne contengono una bassa quantità. La carenza di magnesio (ipomagnesiemia) porta a disfunzioni neuro-muscolari, mentre l'eccesso (in persone sane) viene semplicemente espulso per via renale, intestinale o con il sudore.
- Sodio (Na): è presente nei liquidi extracellulari. La sua funzione all'interno del nostro organismo è quella di regolare il bilancio idrico, mantenere la pressione osmotica dei liquidi corporei e regolare l'eccitabilità neuro-muscolare. Le acque minerali contribuiscono al nostro fabbisogno giornaliero (3÷7 g). La carenza di questo elemento porta ad anoressia, apatia, cefalea, crampi muscolari, debolezza, ipotensione e nausea, mentre l'eccesso porta all'aumento della pressione arteriosa con ingrossamento del cuore aumentando così le probabilità di infarto. Il sodio ingerito in eccesso viene generalmente eliminato tramite le urine o il sudore. La carenza di sodio nel nostro organismo può essere causata anche da diarrea, emorragie, sudorazioni intense, vomito e assenza di disidratazione (intossicazione da acqua), mentre l'eccesso è causato dall'eccessiva perdita di acqua (come nel caso del diabete insipido).
- Cloro (Cl): viene solitamente ingerito assieme al sodio sotto forma di cloruro di sodio (NaCl); serve per la regolazione del bilancio idrico e della pressione osmotica, oltre alla funzione di regolare l'equilibrio acido-base ed alla formazione dell'acido cloridrico. Le cause di carenza di questo elemento sono diarrea, sudorazioni intense e vomito, ma non desta preoccupazioni in quanto il suo apporto giornaliero è sempre soddisfatto. Viene eliminato con le urine e la sudorazione.
- Potassio (K): è il principale catione dei liquidi intracellulari. La sua funzione all'interno del nostro organismo è quella di mantenere la pressione osmotica, regolare il bilancio idrico e l'automatismo del muscolo cardiaco. L'acqua in genere contribuisce al nostro fabbisogno giornaliero (4 g). La carenza di questo elemento è dovuta a diarrea, malattie renali e vomito e porta alla sintomatologia della muscolatura striata (fino a paralisi e riflessi ridotti) e confusione mentale. L'eccesso (iperkaliemia), invece, si verifica solo nei casi di insufficienza renale in quanto il potassio in eccesso viene espulso normalmente per via renale.
- Fluoro (F): è presente nelle ossa e nei denti. L'assorbimento di tale elemento avviene a livello gastrico ed è molto veloce quando è nella forma di fluoruri, che è la forma in cui generalmente è presente nell'acqua (si sconsiglia perciò di superare la concentrazione di 1,5 mg/L). Il fabbisogno giornaliero varia da 0,4÷1 mg per un bambino a 1,3÷1,8 per un adulto. La carenza può essere dovuta dall'elevata quantità di grassi, dal calcio o dell'alluminio e porta alla carie dentaria e all'osteoporosi. L'eccesso di questo elemento porta alla fluorosi e, negli adulti, a calcificazioni.
- Manganese (Mn): è presente nel nostro organismo soprattutto nel fegato e nei reni ed è importante per il sistema nervoso, la struttura ossea, il metabolismo lipidico e l'attivazione di molti enzimi. Nelle acque si accettano basse concentrazioni di questo elemento perché ne altera le caratteristiche organolettiche (tra cui il colore dell'acqua). Il fabbisogno giornaliero è pari a 0,25 mg per i bambini e 2,5÷6 mg per gli adulti. La carenza di questo elemento è stata raramente diagnosticata. L'eccesso porta a disturbi neurologici. Viene espulso tramite la bile per mezzo dell'intestino.
- Fosforo (P): è presente nelle cellule come parte costituente di DNA, RNA, ATP, coenzimi, fosfolipidi, fosfoproteine e altro ancora. È presente nell'acqua in forma di fosfati e viene assorbito nell'intestino tenue. Il fabbisogno giornaliero varia da 0,14÷0,8 g per i bambini a 1,2 g per gli adulti. La carenza di questo elemento si chiama ipofosfatemia e può essere causata dalla presenza eccessiva di calcio (l'eccesso di uno di questi due elementi comporta l'eliminazione dell'altro) e porta all'astenia e all'alterazione dello sviluppo osseo e dei denti. Viene espulso con le urine.

## Parametri analitici
I parametri analitici di legge italiani definiscono i valori massimi e gli intervalli in cui devono rientrare le misurazioni chimico-fisiche e batteriologiche per poter definire un'acqua "potabile".
Per ottemperare ai requisiti microbiologici stabiliti dalla normativa, un'acqua potabile primariamente non deve contenere microrganismi patogeni che possono rappresentare un rischio per la salute degli utenti (casi ed epidemie sono segnalati dai sistemi di sorveglianza delle malattie in altri paesi, meno in Italia dove è in ritardo l'applicazione di un sistema di sorveglianza delle malattie di origine idrica). Inoltre, Escherichia coli, enterococchi, indicatori di contaminazione fecale, devono essere assenti in 100 millilitri di acqua;  Clostridium perfringens e Coliformi, presenti nella Parte C dell'Allegato I della normativa italiana, sono da considerarsi parametri indicatori "indesiderabili" che dovrebbero essere assenti in un'acqua con buone caratteristiche di qualità. In acque potabili imbottigliate è richiesta anche l'assenza di Pseudomonas aeruginosa e sono stabiliti valori limite definiti per il parametro "conteggio delle colonie" a 22 °C e a 37 °C. 
La presenza di ammoniaca, nitriti e nitrati (possono essere sia di origine minerale, sia provenire da concimi sintetici) è indice di inquinamento batterico.
La radioattività legata al trizio non deve essere superiore a 100 Becquerel/L, mentre la dose totale indicativa è di 0,2 mSv/anno.
Il sapore dell'acqua potabile varia a seconda della presenza di microorganismi, anidride carbonica, sodio, calcio, ferro e cloro.
Parametri chimici
| Parametro                           | Valore | Unità di misura |
| ----------------------------------- | ------ | --------------- |
| Acrilammide                         | 0,10   | μg/L            |
| Antimonio                           | 5      | μg/L            |
| Arsenico                            | 10     | μg/L            |
| Benzene                             | 1      | μg/L            |
| Benzo(a) pirene                     | 0,01   | μg/L            |
| Boro                                | 1      | mg/L            |
| Bromato                             | 10     | μg/L            |
| Cadmio                              | 5      | μg/L            |
| Cromo                               | 50     | μg/L            |
| Rame                                | 1      | mg/L            |
| Cianuro                             | 50     | μg/L            |
| 1,2-dicloroetano                    | 3      | μg/L            |
| Epicloridrina                       | 0,1    | μg/L            |
| Fluoruro                            | 1,5    | mg/L            |
| Piombo                              | 10     | μg/L            |
| Mercurio                            | 1      | μg/L            |
| Nichel                              | 20     | μg/L            |
| Nitrato (NO3-)                      | 50     | mg/L            |
| Nitrito (NO2-)                      | 0,5    | mg/L            |
| Antiparassitari                     | 0,1    | μg/L            |
| Antiparassitari totali              | 0,5    | μg/L            |
| Idrocarburi policiclici aromatici   | 0,1    | μg/L            |
| Selenio                             | 10     | μg/L            |
| Tetracloroetilene + Tricloroetilene | 10     | μg/L            |
| Trialometani totali                 | 30     | μg/L            |
| Cloruro di vinile                   | 0,5    | μg/L            |
| Clorito                             | 700    | μg/L            |
| Vanadio                             | 50     | μg/L            |

Parametri indicatori
| Parametro                                | Valore                                                   | Unità di misura      |
| ---------------------------------------- | -------------------------------------------------------- | -------------------- |
| Alluminio                                | 200                                                      | μg/L                 |
| Ammonio                                  | 0,50                                                     | mg/L                 |
| Cloruro                                  | 250                                                      | mg/L                 |
| Clostridium perfringens (spore comprese) | 0                                                        | unità/100 ml         |
| Enterococchi                             | 0                                                        | unità/100 ml         |
| Escherichia coli                         | 0                                                        | unità/100 ml         |
| Colore                                   | Accettabile per i consumatori e senza variazioni anomale | -                    |
| Conduttività                             | 2.500                                                    | μS/cm (20 °C)        |
| Concentrazione ioni idrogeno             | 6,5 ≤ pH ≤ 9,5                                           | unità di pH          |
| Ferro                                    | 200                                                      | μg/L                 |
| Manganese                                | 50                                                       | μg/L                 |
| Odore                                    | Accettabile per i consumatori e senza variazioni anomale | -                    |
| Ossidabilità secondo Kubel               | 5                                                        | mg/L di O2 consumato |
| Solfato                                  | 250                                                      | mg/L                 |
| Sodio                                    | 200                                                      | mg/L                 |
| Sapore                                   | Accettabile per i consumatori e senza variazioni anomale | -                    |
| Conteggio delle colonie a 22 °C          | Senza variazioni anomale                                 | -                    |
| Conteggio delle colonie a 37 °C          | Senza variazioni anomale                                 | -                    |
| Batteri coliformi a 37 °C                | 0                                                        | unità/100 ml         |
| Carbonio organico totale (TOC)           | Senza variazioni anomale                                 | -                    |
| Torbidità                                | Accettabile per i consumatori e senza variazioni anomale | -                    |
| Durezza                                  | 15-50 (valori consigliati)                               | °F                   |
| Residuo fisso a 180 °C                   | 1.500 (limite massimo consigliato)                       | mg/L                 |
| Disinfettante residuo (se impiegato)     | 0,2                                                      | mg/L                 |

## Acqua alla spina

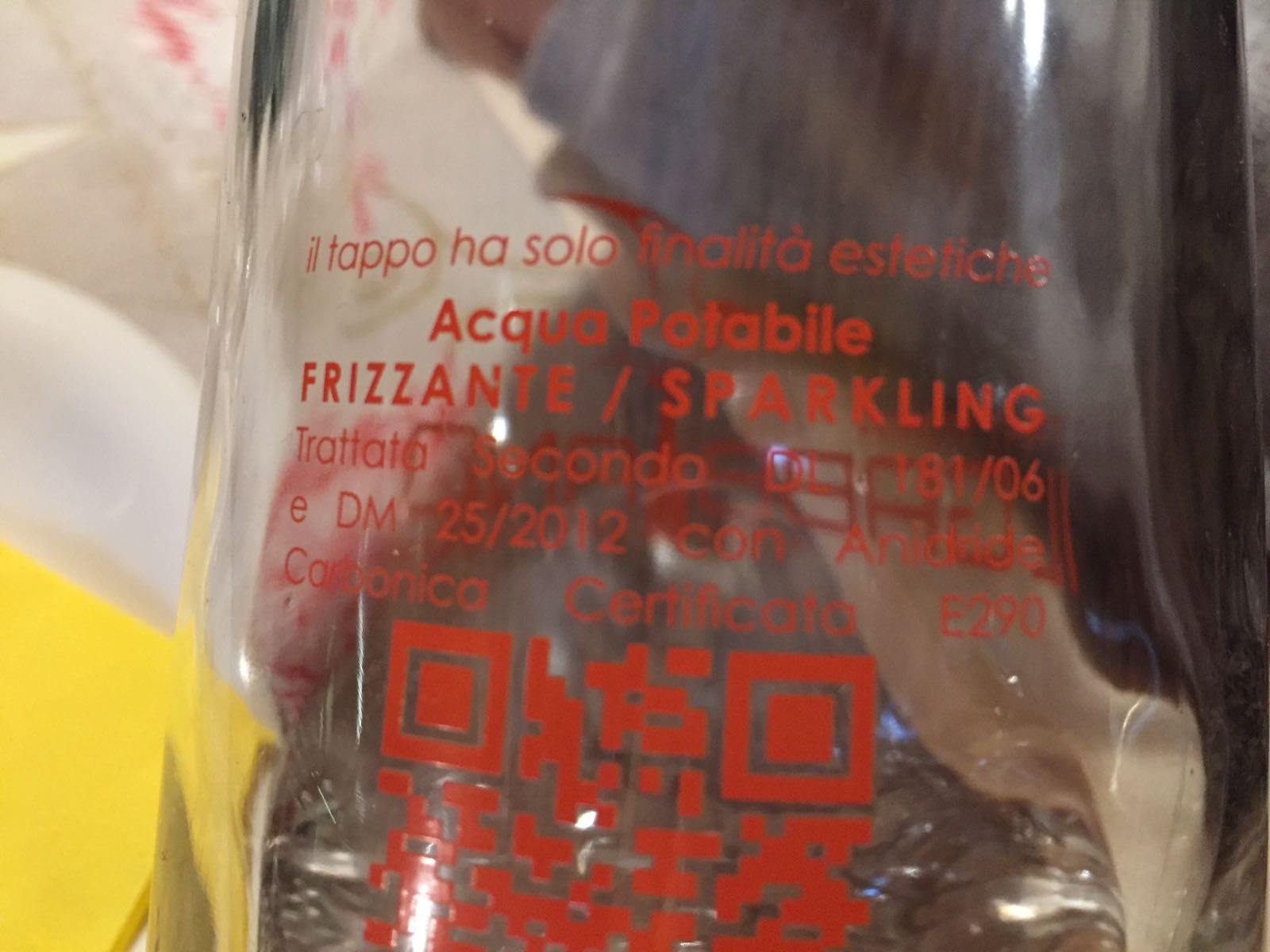
Etichetta brocca acqua alla spina

L'acqua alla spina è acqua potabile distribuita mediante impianti di spillatura appositi, solitamente formati anche da moduli di trattamento atti a filtrare, addolcire, gassificare, raffreddare, in varie combinazioni. Una casa dell'acqua fornisce acqua alla spina. La legge impone che l'impianto di spillatura (anche quello per utilizzo privato, cioè casalingo o sul posto di lavoro) sia sottoposto a regolare manutenzione, in particolare per la pulizia dei filtri. A differenza dell'acqua minerale che, per legge, deve essere sottoposta a numerosi controlli, la salubrità dell'acqua alla spina (anche detta acqua microfiltrata) dipende dalla qualità e manutenzione dei filtri.
L'acqua alla spina può essere sia naturale che frizzante.
Nei locali (ristoranti, bar, discoteche, pizzerie, ecc.) negli ultimi anni si sta diffondendo la commercializzazione di acqua alla spina in sostituzione (o integrazione) di quella in bottiglia ovvero quella minerale. Questo, in generale, è positivo in quanto si favorisce il consumo di acqua dell'acquedotto locale, la diminuzione di rifiuti in plastica e vetro, la diminuzione dei costi associati all'acqua in bottiglia. Alcuni enti pubblici ne promuovono e sostengono la diffusione.
Negli esercizi pubblici l'acqua alla spina (in brocca, bottiglia, bicchiere, ecc.) servita al cliente non può essere assolutamente spacciata o assimilata (in etichette, listini, cartelli, ecc.) per acqua minerale altrimenti si tratta del reato di frode in commercio. D'altro canto non c'è obbligo per un esercente ad avere in carta acqua minerale: l'importante è che la sua sostituzione con acqua alla spina sia trasparente e comunicata senza ambiguità.
Controverso rimane il fatto che in numerosi locali pubblici italiani l'acqua alla spina venga fatta pagare come quella minerale.